# Elysius deleta
Elysius deleta är en fjärilsart som beskrevs av Gustaaf Hulstaert 1924. Elysius deleta ingår i släktet Elysius och familjen björnspinnare. Inga underarter finns listade i Catalogue of Life.